# 夏目啓二
夏目啓二（なつめ けいじ、1948年11月21日-　）は、日本の経営学者。学位は、博士（経営学）（立命館大学・論文博士・1997年）（学位論文「現代アメリカ企業の経営戦略」）。龍谷大学名誉教授。愛知東邦大学教授。

## 略歴
名古屋市生まれ。愛知大学経済学部卒、大阪経済大学大学院修士課程修了、立命館大学大学院経営学研究科博士後期課程単位取得満期退学、1997年「現代アメリカ企業の経営戦略」で立命館大学より博士（経営学）の学位を取得。
龍谷大学経営学部講師、助教授、1994年教授、経営学部長、社会科学研究所長、2016年退任、名誉教授、愛知東邦大学教授。米国の企業経営を専門とする。

## 著書
- 『現代アメリカ企業の経営戦略』ミネルヴァ書房 1994
- 『アメリカIT多国籍企業の経営戦略』ミネルヴァ書房 Minerva現代経営学叢書 1999
- 『アメリカの企業社会 グローバリゼーションとIT革命の時代』八千代出版 2004
- 『21世紀のICT多国籍企業』同文舘出版 2014

### 共編著
- 『地球時代の経営戦略』三島倫八共編著 八千代出版 1997
- 『競争と協調の技術戦略 21世紀のIT戦略』野口祐,林倬史共編著 ミネルヴァ書房 叢書現代経営学 1999
- 『企業経営変革の新世紀』仲田正機共編著 同文舘出版 2002
- 『21世紀の企業経営 IT革命とグローバリゼーションの時代』編著 日本評論社 龍谷大学社会科学研究所叢書 2006
- 『テキスト多国籍企業論』奥村皓一,上田慧共編著 ミネルヴァ書房 2006
- 『グローバリゼーションと経営学 21世紀におけるBRICsの台頭』赤羽新太郎,日高克平共編著 ミネルヴァ書房 現代社会を読む経営学 2009
- 『アジアICT企業の競争力 ICT人材の形成と国際移動』編著 ミネルヴァ書房 Minerva現代経営学叢書 2010
- 『現代中国のICT多国籍企業』陸云江共著 文眞堂 2017
- 『21世紀ICT企業の経営戦略 変貌する世界の大企業体制』編著 文眞堂 龍谷大学社会科学研究所叢書 2017

### 監修
- 『ビジネス系大学教育における質保証』佐々木恒男,小山修,吉田優治,渡辺峻,齊藤毅憲共監修 全国ビジネス系大学教育会議編著 学文社 2012
- 『ビジネス系大学教育における初年次教育』全国ビジネス系大学教育会議編著 佐々木恒男,小山修,吉田優治, 渡辺峻, 齊藤毅憲共監修 学文社 2012

## 論文
- <夏目啓二